# Pasłęk
Pasłęk (dawniej Holąd Pruski, niem. Preußisch Holland, prus. Pāistlauks) – miasto w województwie warmińsko-mazurskim, w powiecie elbląskim, siedziba gminy miejsko-wiejskiej Pasłęk. W latach 1975–1998 miejscowość administracyjnie należała do woj. elbląskiego.
Według danych GUS z 1 stycznia 2024 r. Pasłęk liczył 11 728 mieszkańców.

## Położenie
Pod względem historycznym miasto leży we wschodniej części Prus Górnych zwanej Hockerlandią, na obszarze dawnej Pogezanii. Niekiedy bywa także zaliczane do (szeroko rozumianego) Powiśla.
Według regionalizacji fizycznogeograficznej Polski Pasłęk położony jest na Równinie Warmińskiej, wchodzącej w skład Pobrzeża Gdańskiego.
Przez miasto przepływa rzeka Wąska uchodząca do jeziora Druzno.

## Historia

### Średniowiecze
We wczesnym średniowieczu był tu gród pruskiego plemienia Pogezanów. Po raz pierwszy informacja o zamku krzyżackim w Pasłęku pojawiła się w źródle datowanym na 1267 rok, w którym wymieniono go, jako hus(e) Paslok. Wg innych opracowań był wymieniony w dokumentach z 1267 r. jako Pazluch, jednak wzmianka o najbliższych okolicach – Pozolucensis Provincia, pojawia się już pod datą 1231 w piśmie polskich Dominikanów do Papieża Grzegorza IX. Miasto założono w końcu XIII w. na miejscu staropruskiej osady Pazluk z rozkazu mistrza krzyżackiego Meinhardta z Kwerfurtu. Znajdowało się ono na terenie historycznej krainy Prusy Górne, która została zajęta przez Zakon krzyżacki w roku 1249. Pierwszymi osadnikami byli Holendrzy sprowadzeni do osuszania miejscowych bagien. Była to pierwsza osada holenderska w Prusach Książęcych i jednocześnie na terenie dzisiejszej Polski. Dała ona początek intensywnemu, trwającemu aż do początków XIX w. osadnictwu olęderskiemu.
Prawa miejskie, w tym przypadku prawo chełmińskie w roku 1297 nadał Mistrz krajowy Meinhard z Kwerfurtu i po osiedleniu kolonistów z Holandii nadał miastu nazwę Hollandt. Ówcześnie był to ośrodek handlowo-rzemieślniczy. Na przełomie XIII i XIV wieku wybudowano mury miejskie z basztami trzema bramami. Około 1318 wybudowano zamek, który w późniejszych latach był rozbudowywany.

### Od XV do XVIII wieku
Po bitwie pod Grunwaldem miasto zostało zajęte przez wojska Jagiełły. W 1440 miasto przystąpiło do antykrzyżackiego Związku Pruskiego. W czasie trwania wojny trzynastoletniej (1454–1466) opowiedział się po stronie polskiej i dobrowolnie poddał wojskom polskim, ale miasto jednak ucierpiało w wyniku wojny i pożaru, który je strawił w 1463 roku. Na mocy pokoju toruńskiego (1466) Pasłęk razem z resztą Prus Górnych pozostał pod władaniem krzyżackim (w zamian za Sztum), będąc lennem i częścią Królestwa Polskiego. Ponownie wojska polskie pod dowództwem hetmana wielkiego koronnego Mikołaja Firleja oblegały Pasłęk w 1520 roku podczas wojny polsko-krzyżackiej. Po zajęciu miasta, będący po stronie polskiej mieszkańcy Gdańska i Elbląga, zburzyli mury miejskie i zamkowe. Wojska polskie pozostawały w Pasłęku do 1525 r.
Po 1525 roku miasto znajdowało się na terenie Prus Książęcych, a później Niemiec. W 1543 miasto i kościół św. Bartłomieja strawił ogień zaprószony prawdopodobnie przez dworzan ks. Albrechta. Wkrótce jednak zamek i miasto zostały odbudowane. Od 1627 przez rok Pasłęk okupowały wojska szwedzkie Gustawa Adolfa. W 1635 w Pasłęku Polska i Szwecja od stycznia do połowy lutego prowadziły rokowania zakończone podpisaniem we wrześniu rozejmu w Sztumskiej Wsi. W czasie Potopu szwedzkiego na leżącym w Prusach Książęcych zamku pasłęckim spotkali się w 1656 roku król szwedzki Karol X Gustaw i uznający się za jego wasala elektor Fryderyk Wilhelm I, uzgadniając działania wojskowe przeciwko Polsce. Po przejściu Fryderyka Wilhelma I ponownie na stronę Polski, Pasłęk był w 1659 roku oblegany przez wojska szwedzkie, ale pomimo zniszczeń odparto oblężenie. W latach wojny siedmioletniej od 1758 do 1762 miasto okupowali Rosjanie.

### XIX wiek
Znaczne zniszczenia Pasłęka spowodowały wojska Cesarstwa Francuskiego, przebywające tutaj w latach 1807-1812. W 1807 miasto zajął Marszałek Francji Jean Baptiste Jules Bernadotte, który później został królem Szwecji. W 1818 Pasłęk został siedzibą powiatu.
W wieku XIX miasto intensywnie się rozwijało. Powstały niewielkie zakłady przemysłowe. Uruchomiono w 1882 r. linię kolejową, początkowo do Morąga, a później do Olsztyna i Elbląga (w 1883). W 1898 r. w Pasłęku powstało Górnopruskie Towarzystwo Historyczne (Oberländischer Geschichtsverein), którego honorowym przewodniczącym został książę Alexander zu Dohna ze Słobit. W 1939 miasto liczyło 6345 mieszkańców.

### II wojna światowa
28 stycznia 1945 roku wojska hitlerowskie zostały wyparte z miasta przez oddziały 2 Armii Uderzeniowej i 5 Armii Pancernej gwardii Frontu Białoruskiego Armii Czerwonej.
Po zakończeniu II wojny światowej (1939–1945) miasto znalazło się w granicach Polski, zniszczone w 80% przez działania wojenne oraz podpalenia dokonane przez żołnierzy radzieckich.
Proceder podpaleń, który nie był niecodziennym, wspomniał świadek jednego z nich, w Prusach Wschodnich, Lew Kopielew, który tak odtworzył rozmowę na temat sprawców podpaleń: 

– Znaczy, podłożyli miny i podpalili?
– Kto? Niemcy?
– Nie, w ogóle żadnych min nie było, a ten ogień to zrobili nasi.
– Ale po co?
– Ach, a kto wie, po co. Tak po prostu dla zabawy. [...] Tu są Niemcy! No to rozwalić wszystko, spalić wszystko! Wziąć odwet!

.
Klarownie sprawę takiego zachowania żołnierza radzieckiego tłumaczyły słowa radzieckiego generała armii Iwana Czerniachowskiego:

Przemaszerowaliśmy dwa tysiące kilometrów i widzieliśmy zniszczenia tego wszystkiego, co wybudowaliśmy w ciągu 20 lat. Teraz stoimy przed jaskinią, z której napadł na nas faszystowski agresor. Zatrzymamy się dopiero wtedy, gdy zrobimy porządek. Nie będzie litości [...] Na próżno żądać od żołnierzy Armii Czerwonej, żeby kierowali się litością. Oni płoną nienawiścią i żądzą zemsty. Kraj faszystów musi przemienić się w pustynię.

### PRL i III RP
Obecną nazwę administracyjnie zatwierdzono 7 maja 1946. W pierwszych latach powojennych władze polskie usunęły dotychczasowych mieszkańców Pasłęka do Niemiec, zastępując ich głównie ludźmi wysiedlonymi z terenów wschodnich II RP. Miasto znalazło się w granicach województwa olsztyńskiego, jako siedziba władz powiatu pasłęckiego.
W 1950 roku w mieście mieszkało 4656 osób. 48,2% ludności miasta stanowili ekspatrianci z Kresów Wschodnich, 22,4% osadnicy z Mazowsza, 5,2% z województwa białostockiego, 4,9% z Lubelszczyzny, 3,1% z bydgoskiego, 2,6% z kieleckiego, 2,4% z rzeszowskiego, 1,7% z łódzkiego, 1,4% z olsztyńskiego (z czego połowa z ziem dawnych, czyli powiatów działdowskiego i nowomiejskiego), 0,7% z Pomorza Gdańskiego (z czego 0,5% z ziem dawnych), po 0,6% z Wielkopolski i województwa krakowskiego, po 0,5% z województwa katowickiego i reemigranci. Pozostałą część ludności miasta (powyżej 5 procent) stanowili autochtoni.
W Pasłęku znajdują się obecnie dwa przedszkola, trzy szkoły podstawowe oraz dwie szkoły średnie.

## Demografia
Według danych z 30 czerwca 2014 r. miasto liczyło 12 452 mieszkańców.

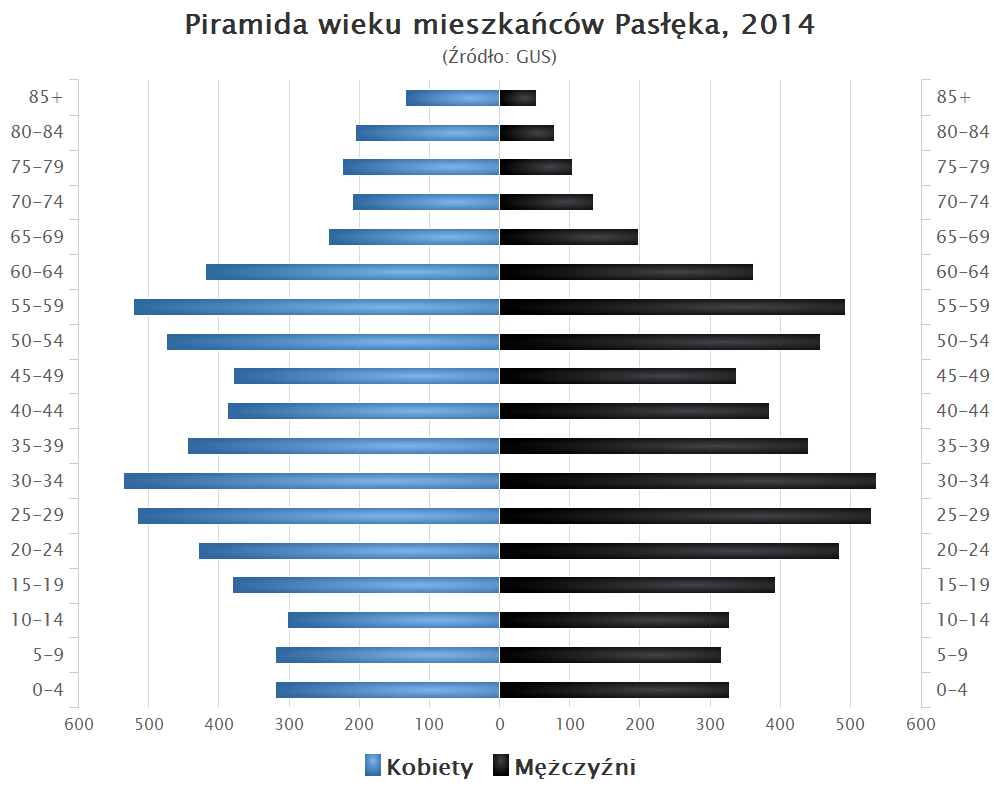
Piramida wieku mieszkańców Pasłęka w 2014 roku

## Zabytki
- Zamek krzyżacki – zbudowany ok. 1320 r., wielokrotnie odbudowywany w XIV i XVI w. oraz po 1945. Zamek zniszczony podczas wojny polsko-krzyżackiej w 1521 r. i pożarem w 1543 r. Odbudowany z dodaniem dwóch skrzydeł: wschodniego i zachodniego oraz dwóch narożnych wież. W 1945 zniszczony, odbudowany w latach 60. XX w., z przeznaczeniem na cele kulturalne. Obecnie zamek składa się z trzech skrzydeł, otaczających prostokątny dziedziniec otwarty od południa. Skrzydło północne flankują wieże.
- Gotycki trzynawowy kościół św. Bartłomieja – pochodzący z pierwszej połowy XIV wieku, a rozbudowany w XVI. Niegdyś wieże wieńczył barokowy hełm, lecz w 1922 uległ on spaleniu i zastąpiono go obecnym dachem siodłowym. Wystrój wnętrza w większości neogotycki. Barokowy ołtarz główny autorstwa rzeźbiarza Izaaka Rigi z Królewca z 1687 r., barokowa ambona i konfesjonał tego samego autorstwa co ołtarz, organy wykonane przez gdańskiego mistrza Hildebrandta z 1719[22].
- Mury miejskie – zbudowane pomiędzy XIII a XV w., otaczają Stare Miasto. Zachowane w większej części, o wysokości ok. 8 metrów, długości 1200 metrów, wzmacnianych kilkunastoma basztami łupinowymi oraz dwiema bramami: Młyńską i Kamienną.
- Kilkanaście kamieniczek z XVIII i XIX w. (ul. Chrobrego, Dąbrowskiego, Osińskiego, Sienkiewicza).
- Gotycki ratusz – pochodzący z XIV w., przebudowany w XVI, a odbudowany w 1960 roku. Późnorenesansowe szczyty pochodzą z XVII w. Posiada podcień wsparty na trzech kolumnach, nad podcieniem sklepienie gwiaździste.
- Neogotycki kościół św. Józefa – obecnie cerkiew greckokatolicka.
- Renesansowy kościół św. Jerzego – obecnie wspólnie użytkowany przez społeczność ewangelicką (jako kościół filialny parafii w Ostródzie) oraz prawosławną (jako parafialna cerkiew pw. św. Onufrego).
- Miejska wieża wodociągowa z 1910 roku.
- cmentarz żydowski założony w XIX wieku.

Wybrane zabytki miasta
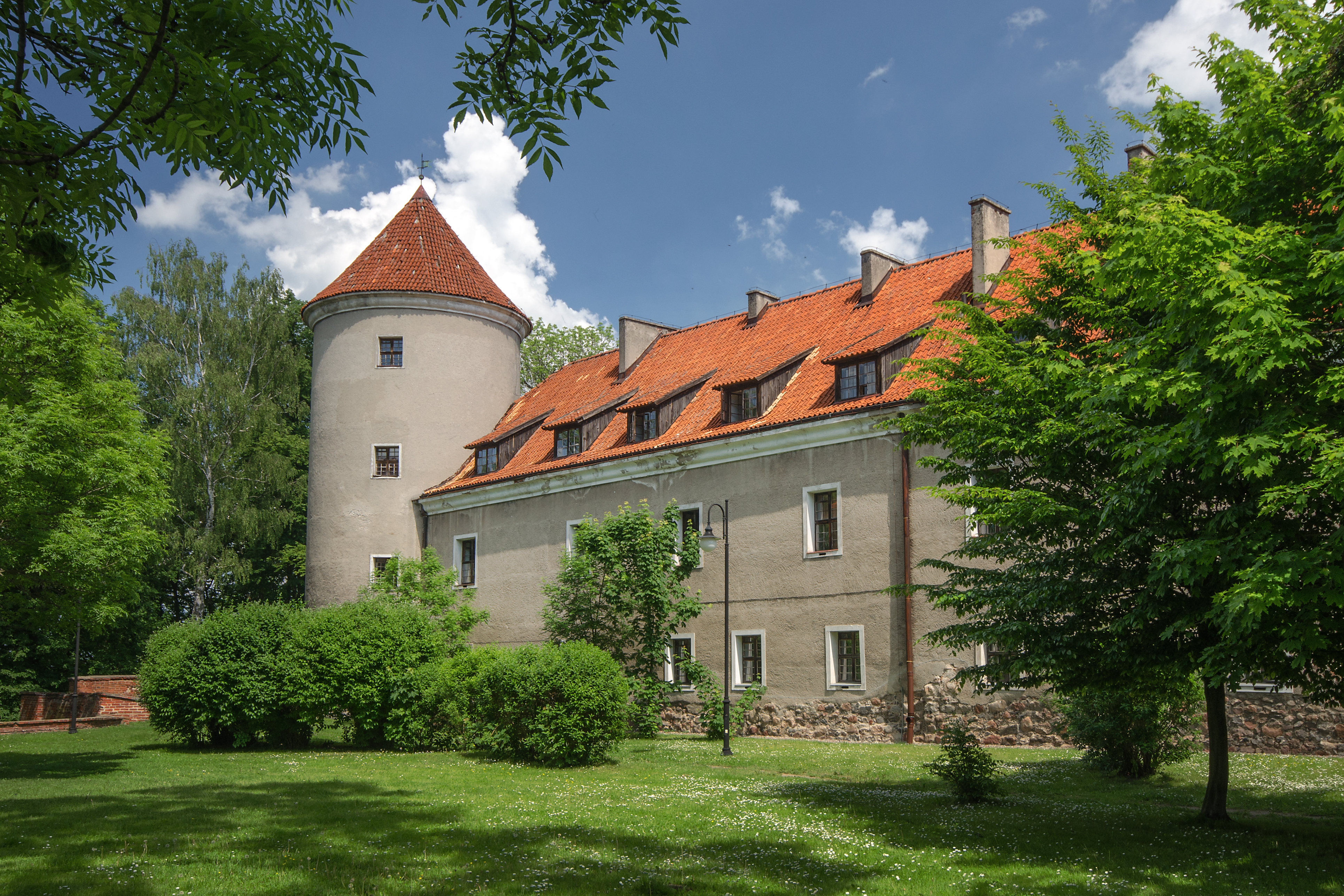
Zamek krzyżacki
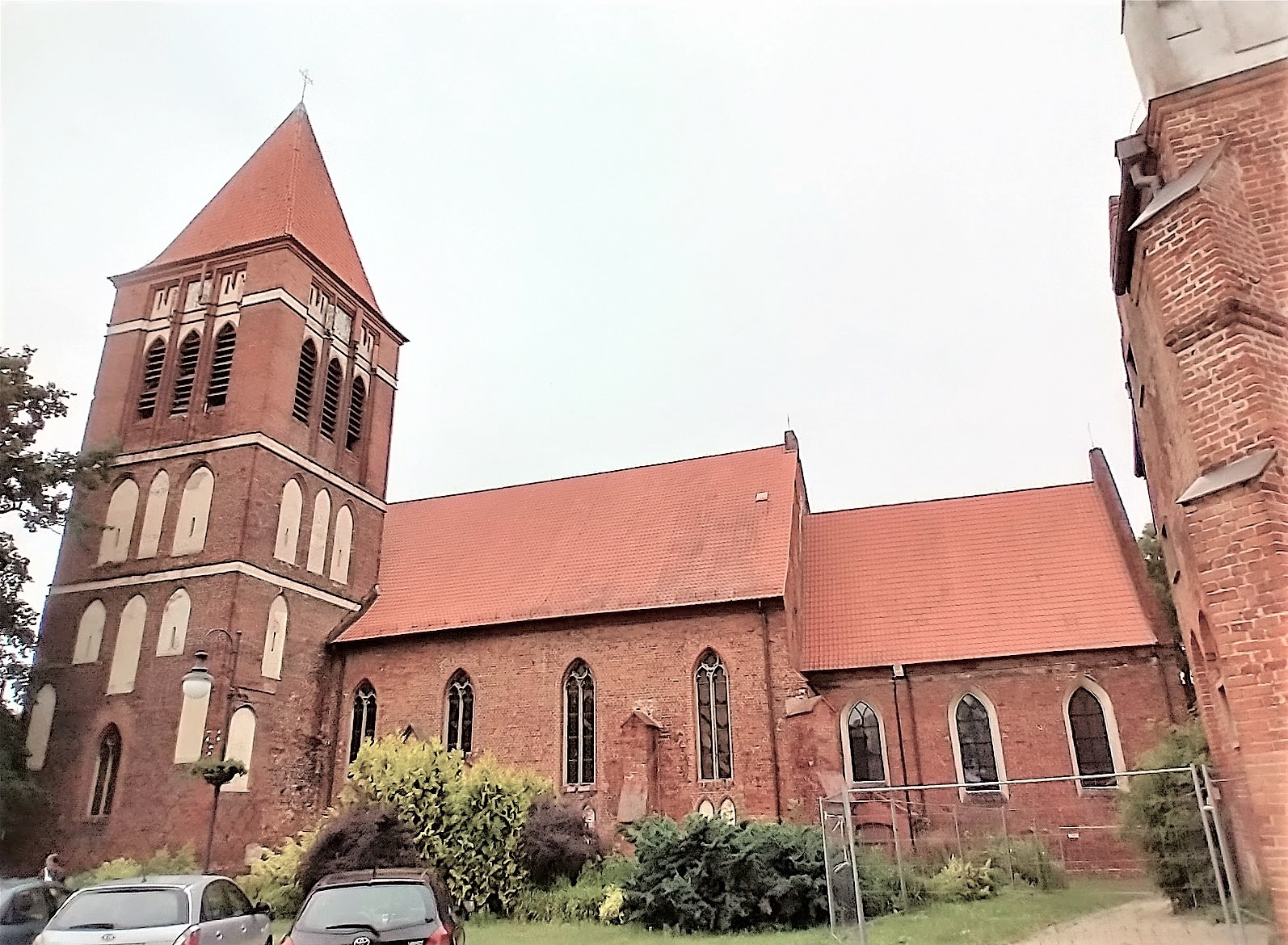
Kościół św. Bartłomieja
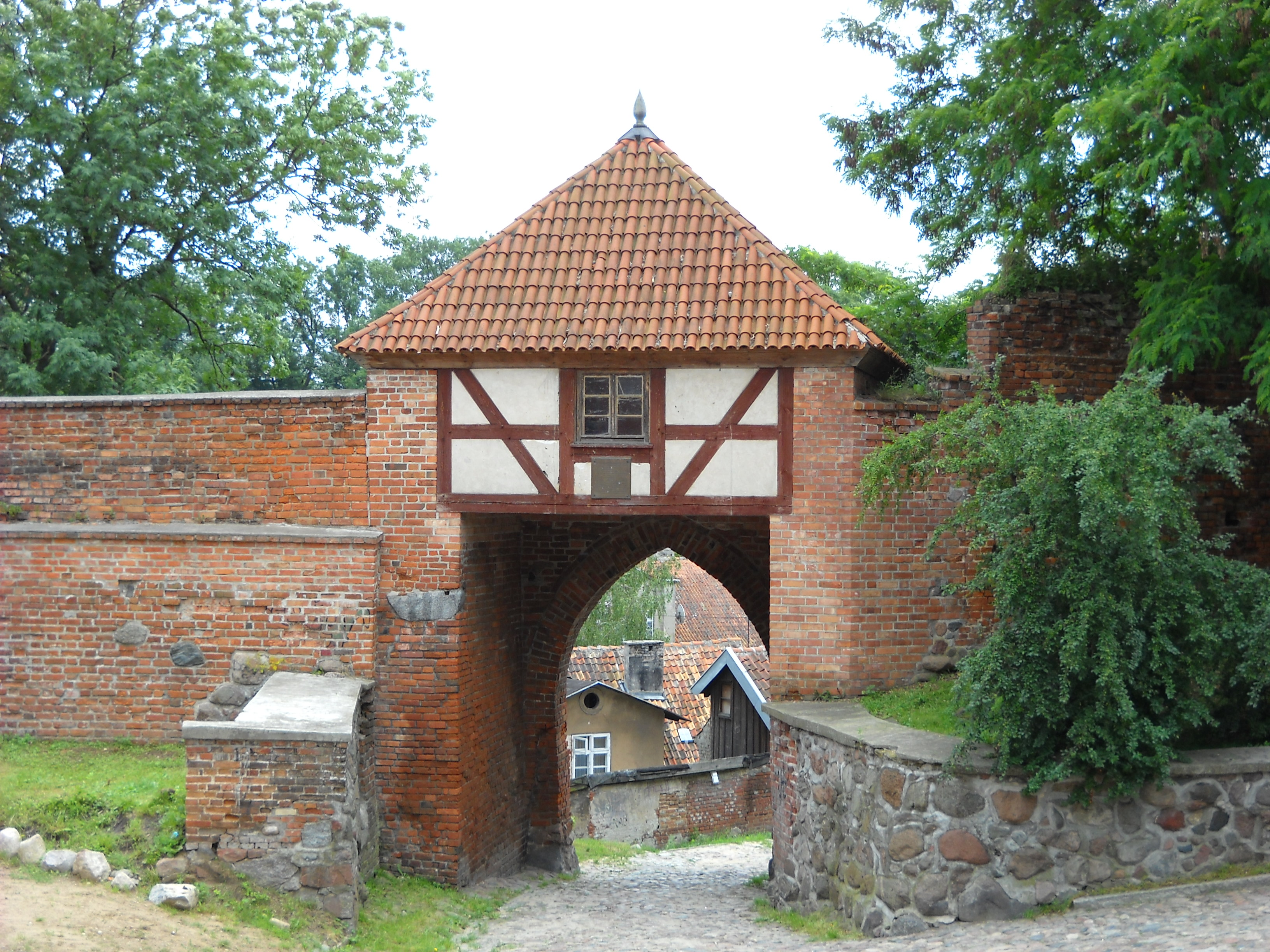
Brama Młyńska
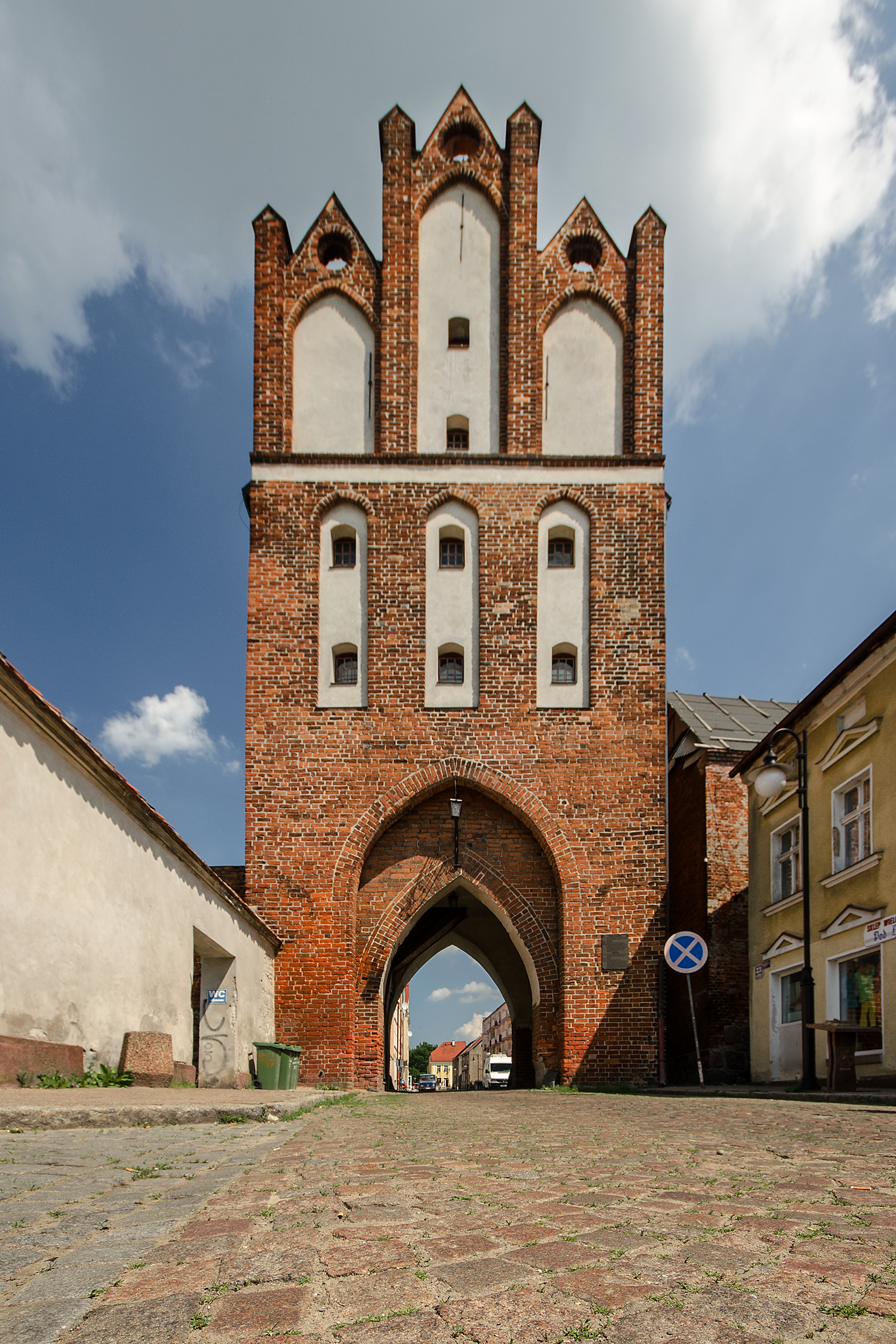
Brama Kamienna
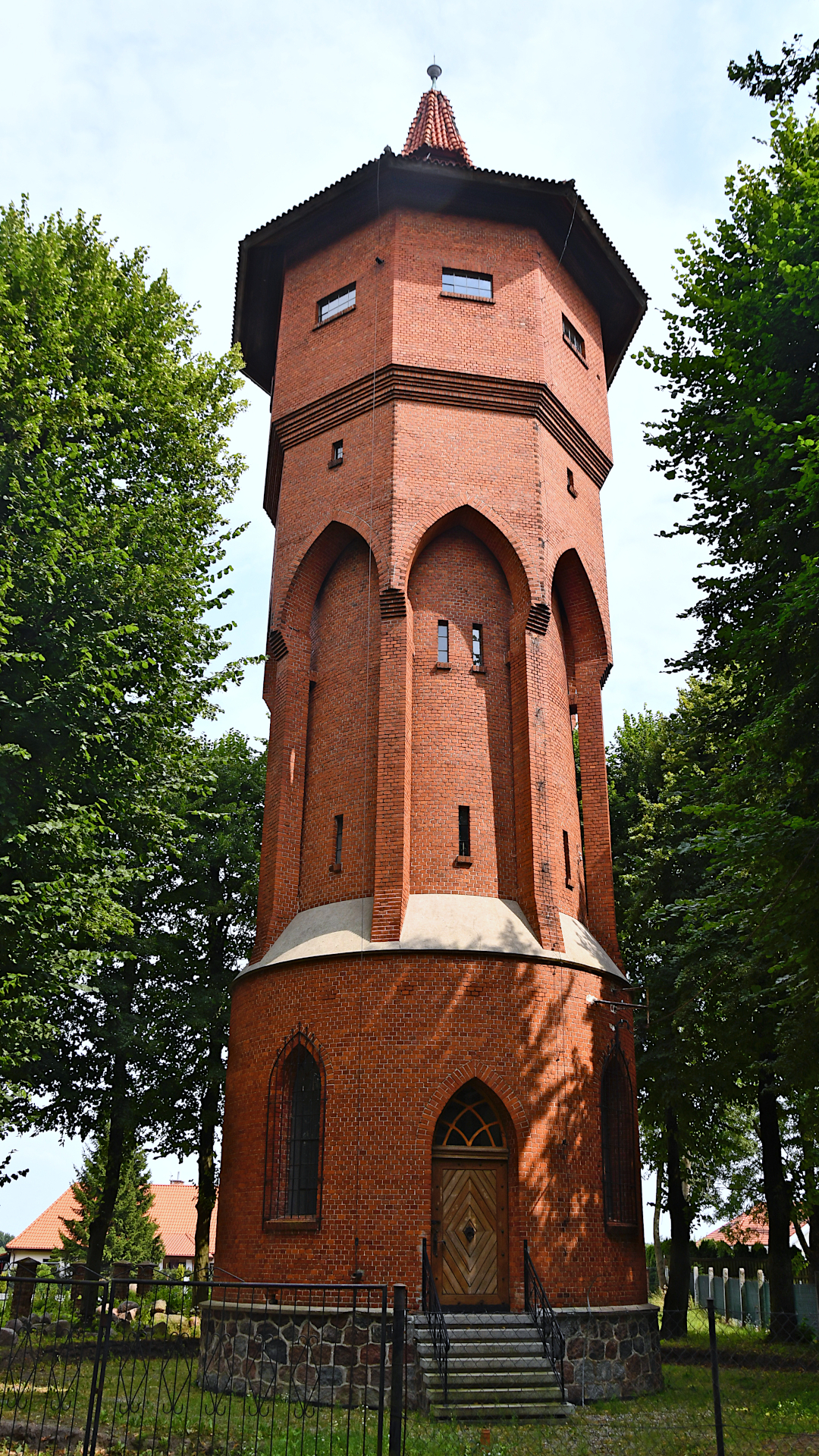
Wieża ciśnień

### Turystyka
- Izba pamięci na zamku.
- Park Ekologiczny ze ścieżką dydaktyczną i miejscami rekreacyjnymi.

## Gospodarka
Miasto utrzymuje się głównie z lokalnego przemysłu, m.in. rolnictwa i przemysłu lekkiego. Funkcjonuje tutaj mleczarnia Sery ICC Pasłęk, produkująca wyroby nabiałowe na całą Polskę północną, młyn oraz suszarnia zboża.

## Transport
Przez miasto przechodzą drogi:
- Drogi wojewódzkie:
  - 505 Frombork – Młynary – Pasłęk
  - 513 Pasłęk – Orneta – Lidzbark Warmiński – Kiwity – Wozławki
  - 526 Pasłęk – Śliwica – Lepno – Myślice – Przezmark
  - 527 Dzierzgoń – Rychliki – Pasłęk – Morąg – Łukta – Olsztyn

- S7 która jest częścią drogi krajowej nr 7: Gdańsk – Elbląg – Warszawa – Radom – Kielce – Kraków – Chyżne

## Oświata
Na terenie miasta i gminy znajdują się następujące placówki oświatowe:
– przedszkola:
- Przedszkole Samorządowe nr 1
- Przedszkole Samorządowe nr 2 im. Ludwiki Wawrzyńskiej

– szkoły podstawowe:
- Szkoła Podstawowa nr 1 im. Władysława Jagiełły
- Szkoła Podstawowa nr 2 im. Władysława Broniewskiego
- Szkoła Podstawowa nr 3 im. mjr. Henryka Sucharskiego
- Szkoła Podstawowa im. Janusza Korczaka w Rogajnach
- Szkoła Podstawowa z Oddziałami Integracyjnymi w Zielonce Pasłęckiej

– szkoły średnie:
- Zespół Szkół w Pasłęku (w jego skład wchodzą: Liceum Ogólnokształcące im. Bohaterów Grunwaldu, 1 Technikum, 1 Branżowa Szkoła I Stopnia i Liceum Ogólnokształcące dla Dorosłych)[24]
- Zespół Szkół Ekonomicznych i Technicznych w Pasłęku
- Zespół Szkół Zawodowych w Pasłęku

## Wspólnoty wyznaniowe

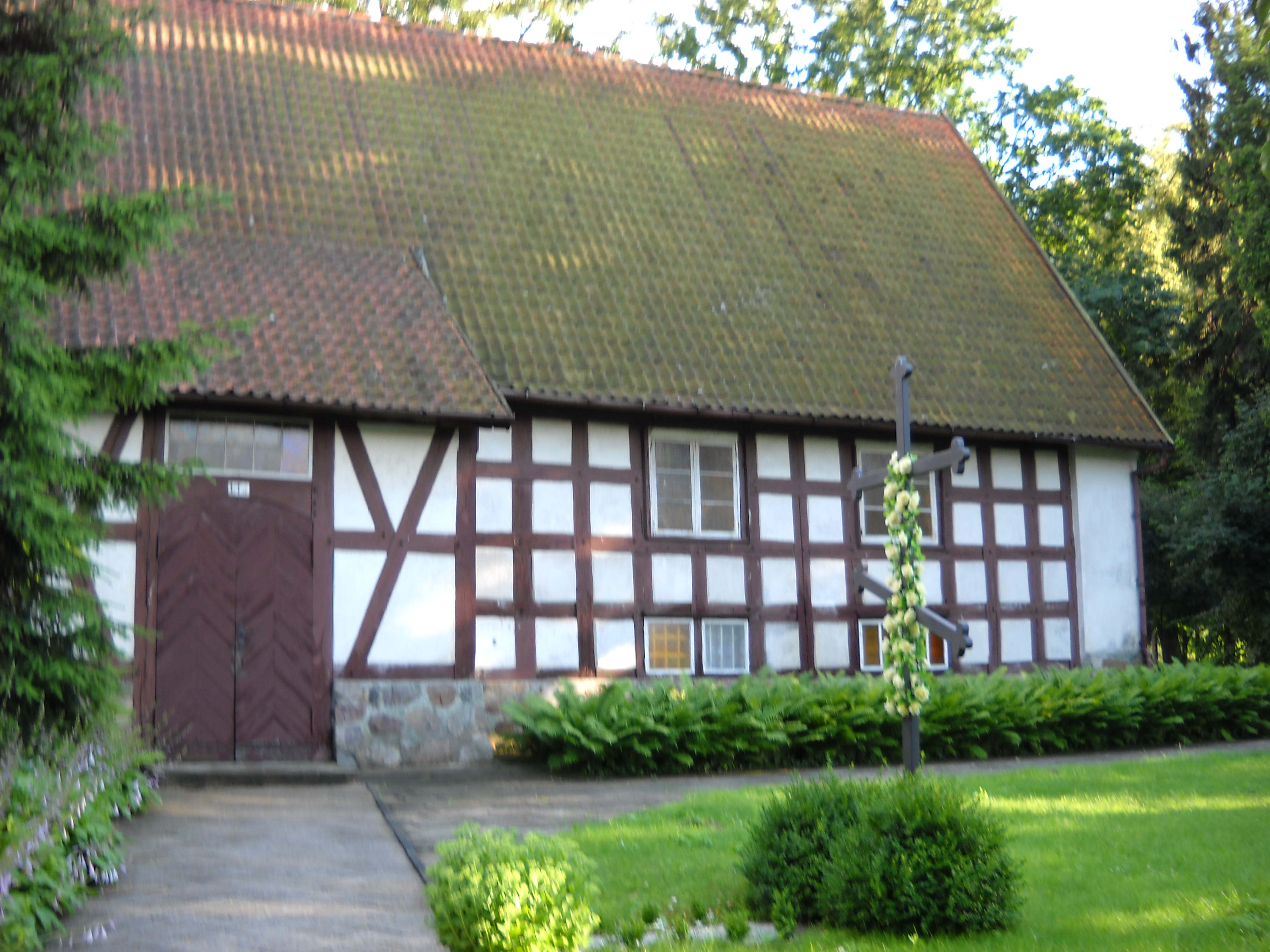
Ewangelicki kościół św. Jerzego i zarazem cerkiew prawosławna cerkiew św. Onufrego

Na terenie miasta działalność religijną prowadzą następujące Kościoły i związki wyznaniowe:
- Kościół Chrześcijan Baptystów:
  - placówka w Pasłęku[25]
- Kościół Ewangelicko-Augsburski:
  - filiał parafii w Ostródzie – kościół św. Jerzego, ul. Bohaterów Westerplatte 11a[26]
- Kościół greckokatolicki:
  - parafia Narodzenia Najświętszej Maryi Panny[27]
- Kościół rzymskokatolicki:
  - parafia bł. Jerzego Matulewicza
  - parafia św. Józefa
- Kościół Zielonoświątkowy:
  - zbór w Pasłęku[28]
- Polski Autokefaliczny Kościół Prawosławny:
  - parafia św. Onufrego[29]
- Świadkowie Jehowy:
  - zbór Pasłęk (Salą Królestwa ul. Strażacka 8A)[30]

## Ciekawostki
- Taksówkarze z Pasłęka byli inspiracją do nakręcenia filmu „Wielki Szu” w reżyserii Sylwestra Chęcińskiego[31][32].
- Miejscowość ze względu na jej dobrze zachowaną starówkę porównuje się z miastem Rothenburg[33][34].
- W latach 1957–1963 prowadzono prace wiertnicze i badania karotażowe w otworach wiertniczych w poszukiwaniu rud uranu. Przy okazji świadczenia tych prac wykryto przejawy mineralizacji uranowej w głęboko zalegających strukturach geologicznych[potrzebny przypis] na Niżu Polskim, m.in. w rejonie Pasłęka (w 1958, zawartość uranu w próbkach punktowych wahała się w granicach 420-8400 gram/tonę)[35]. Ze względu na grubą pokrywę osadów czwartorzędowych zrezygnowano tam jednak z przeprowadzania podziemnych prac rozpoznawczych i sporządzono jedynie dokumentację złóż w oparciu o badania rdzeni z otworów wiertniczych.[potrzebny przypis]

## Sport

### Polonia Pasłęk
W mieście swą siedzibę ma Polonia Pasłęk – klub wielosekcyjny. Początkowo klub funkcjonował pod nazwą Związkowy Klub Sportowy Ogniwo Pasłęk. Pierwszym prezesem został Jan Czymbor. Obok piłki nożnej funkcjonują między innymi siatkówka i sekcja motorowa, w kolejnych latach powstają koszykówka, kick-boxing i lekkoatletyka. W 1957 roku zmieniono nazwę na Miejski Klub Sportowy Polonia Pasłęk z prezesem Bogdanem Korzeniowskim. Rok 1980 przyniósł kolejną zmianę nazwy Międzyzakładowy Ludowy Klub Sportowy Polonia Pasłęk. W 1999 roku piłkarze Polonii awansowali do IV ligi.
- Sekcja koszykówki z trenerem Krzysztofem Kowalem osiągająca w rozgrywkach kategorii wiekowej kadet bardzo dobre wyniki w rozgrywkach wojewódzkich i powiatowych.
- Sekcja piłkarska

Aktualnie Polonia Pasłęk występuje w lidze okręgowej, w grupie warmińsko-mazurskiej II.
Klub Sportowy Polonia Pasłęk, rok założenia 1950, Barwy klubowe: niebiesko-biało-czerwone
- Najwyższa klasa rozgrywkowa IV liga

Stadion Miejski w Pasłęku został gruntownie przebudowany w latach 2011–2012. Pojemność trybun po modernizacji wynosi 1450 miejsc. W ramach inwestycji powstała również bieżnia tartanowa oraz oświetlenie. Rewitalizacji doczekała się również murawa piłkarska. Gmina Pasłęk na realizację tego przedsięwzięcia otrzymała dofinansowanie ze środków Funduszu Rozwoju Kultury Fizycznej w ramach „Wojewódzkiego wieloletniego programu rozwoju bazy sportowej”. Przyznana kwota to 950 tys. zł (200 tys. zł w roku 2011 i 750 tys. zł w roku 2012).

### Strzelnica
Strzelnica myśliwska w Gołąbkach k. Pasłęka powstała na terenie K.Ł. „Bóbr” w Pasłęku i stanowi własność tego koła. Pełni też funkcję Okręgowej Strzelnicy Myśliwskiej Okręgu Elbląskiego. Jest pięknie położona i utrzymana. Można na niej sprawnie przeprowadzić wszystkie konkurencje strzelań myśliwskich. Kilka lat z rzędu drużyna reprezentująca K.Ł. „Bóbr” składająca się z trzech zawodników wygrywa Mistrzostwa Okręgu Elbląskiego i reprezentuje okręg na Krajowym Konkursie Kół Łowieckich.

### Golf
Pole golfowe Sand Valley powstało w latach 2006–2009. Codzienne prace konstrukcyjne i kształtujące pole prowadzone były przez Tonego Ristole. To właśnie jego rzemiosło widać we wszystkich detalach pola. Natomiast Lassi Pekka Tilander i Kai Hulkkonen odpowiadali za wytyczenie fairwayów i sporządzenie projektu komponujące pole golfowe z naturalną rzeźbą terenu. Pole Golfowe znajduje się przy drodze ekspresowej E7 kilkaset metrów od zjazdu z węzła Pasłęk północ.

## Media
W mieście działa portal internetowy NetGazeta Głos Pasłęka, będący internetową wersją gazety „Głos Pasłęka”. Pierwszy numer pisma ukazał się w 1990 roku, obejmując zasięgiem gminy Pasłęk, Młynary, Godkowo i Rychliki. Inicjatorami założenia Głosu Pasłęka byli Jerzy Przedpełski, Leokadia Ćwiklińska i Mirosław Ślesiński. Gazeta ukazywała się do sierpnia 2019 roku.
Swoim zasięgiem miasto obejmuje także „Dziennik Elbląski” oraz „Gazeta Olsztyńska”.
W latach 1993–2007 w Pasłęku nadawało Radio Quo Vadis, parafialna rozgłośnia. Nadajnik stacji mieścił się na kościele św. Bartłomieja, nadając sygnał na częstotliwości 92,4 MHz (początkowo 72,29 MHz).

## Współpraca międzynarodowa
Miasta i gminy partnerskie:
- Itzehoe,  Niemcy
- La Couronne,  Francja
- Towarzystwo Powiatowe Pr. Holland[40] w Hürth,  Niemcy